# Dyktankhuset

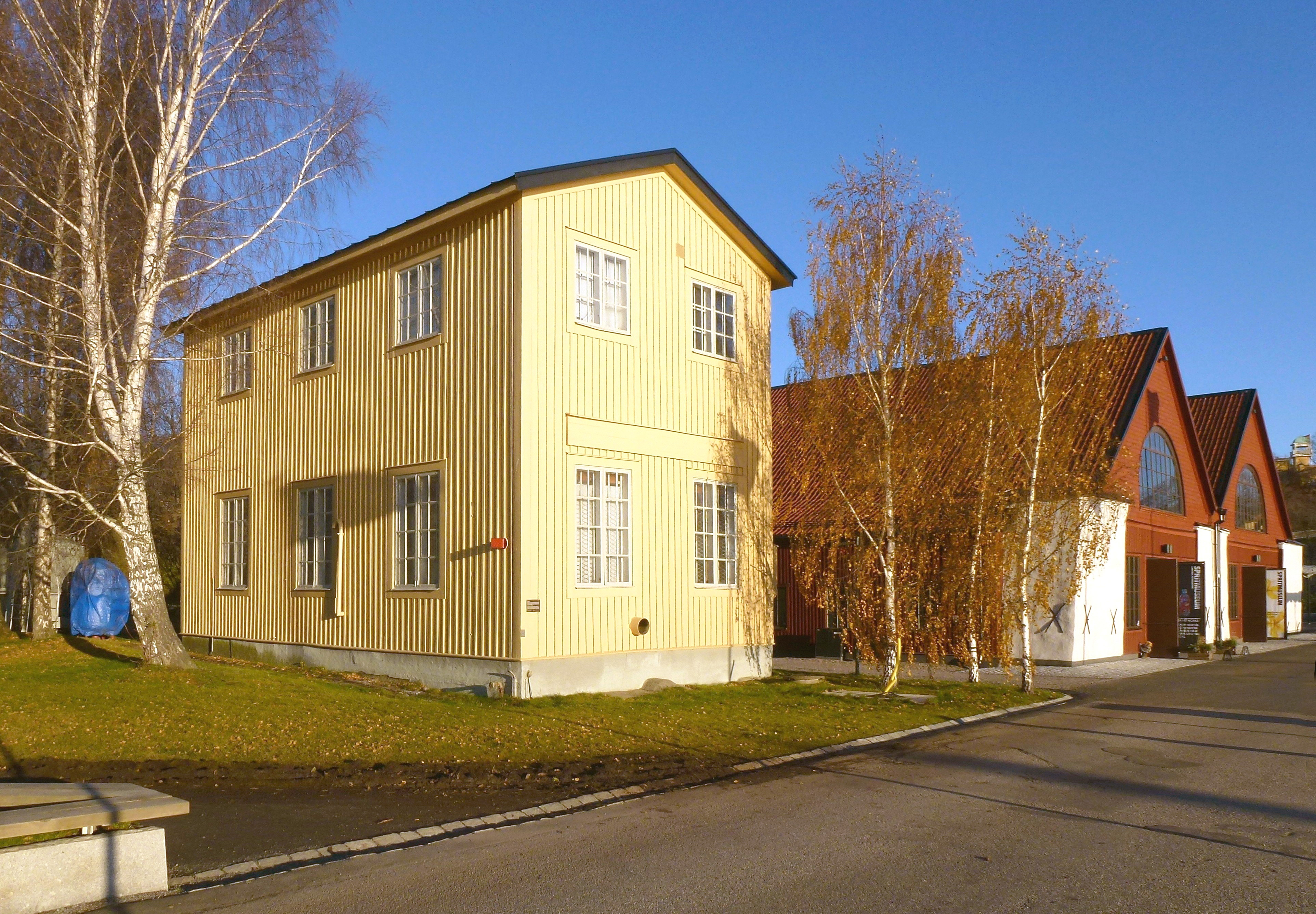
Dyktankhuset (vänster) och Vasahallen med Spritmuseum, november 2012.

Dyktankhuset är en tidigare träningsbassäng för ubåtsmän beläget på vid Djurgårdsstrand nära Galärvarvet i Stockholm. Sedan år 1999 finns ett dykerihistoriskt museum i byggnaden.

## Historik

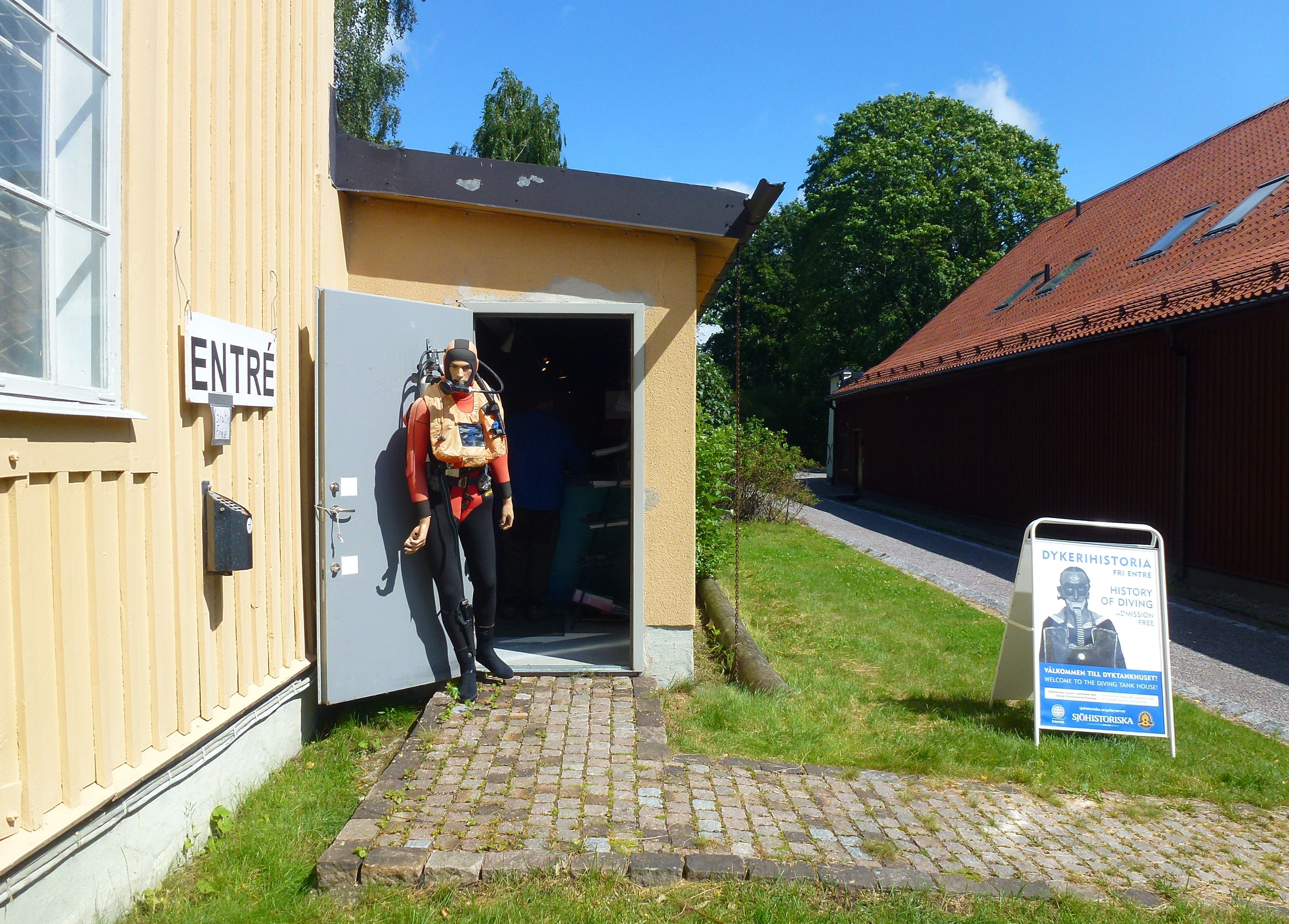
Entré till Dyktankhusets museum.

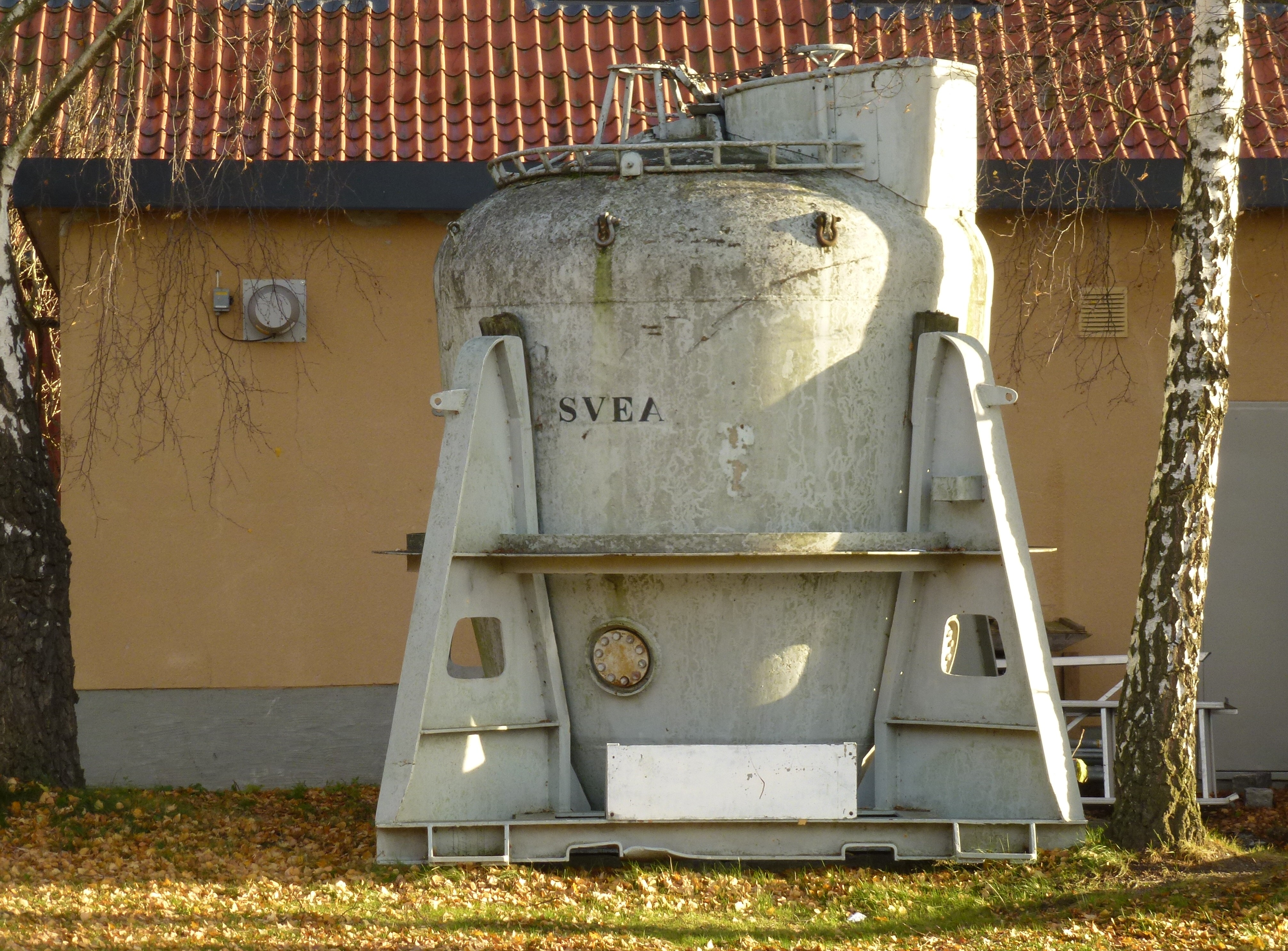
Ubåtsräddningsklockan ”SVEA”.

Huset byggdes 1934 som en del av Stockholms örlogsvarv för att inrymma en träningsbassäng i vilken ubåtsmän skulle kunna tränas i att ta sig ur en sjunken ubåt under tryggare former än vid övningar ur ubåt. Bassängen, som är något mer än 6 meter djup och 3 meter i diameter, kom att kallas "Tanken" eller "Dyktanken", vilket senare blev orsaken till att huset än idag kallas Dyktankhuset. Förutom den stora bassängen med tillhörande utstigningssluss utrustades huset med en tryckkammare för behandling av dykarsjuka och för experimentverksamhet. Kammaren, som enligt uppgift är den första elektrosvetsade tryckkammaren i världen, provtrycktes för första gången 1934. 
Tankhuset, som varit svenska marinens dykerilaboratorium fram till utflyttningen till Hårsfjärden 1979, har varit platsen för många världsunika prover. Här gjorde Arne Zetterström sina första tester med vätgas innan han provade dyktekniken i havet. Flera studier rörande djupnarkosens effekter genomfördes med luftdykningar till 100 meter på 1960-talet och på 1970-talet utprovades ACSC-apparaten i Tankhusets vattenfyllda tryckkammare. 
Efter att marinen flyttade ut våren 1979 skulle, i juni samma år, huset ha rivits för att ge plats åt en gräsmatta om inte Svensk Dykerihistorisk Förening, SDHF, ingripit. Sedan 1999 visar SDHF, i samarbete med Sjöhistoriska museet samlingarna för allmänheten under veckoslut sommartid. Utanför huset står ubåtsräddningsklockan ”SVEA”.
| ”                                                                     | Att beskriva hur det var att bli trycksatt från 0 till 100 meter på 20 sekunder (17,5 sekunder var målsättningen, men kammarens och rörens kapacitet medgav endast 20 sekunder) är inte lätt. Jag minns dock att luften "försvann" i lungorna och flera snabba inandningar fick göras för att få luft till tryckutjämning av öronen. Att det dessutom var en ett öronbedövande oväsen, som från ett reaplan, förhöjde spänningen ytterligare. | „ |
| – Kommendörkapten Jan Sundlöf citerad i boken Dykhuset på Galärvarvet | |   |

## Bilder, dyktanken

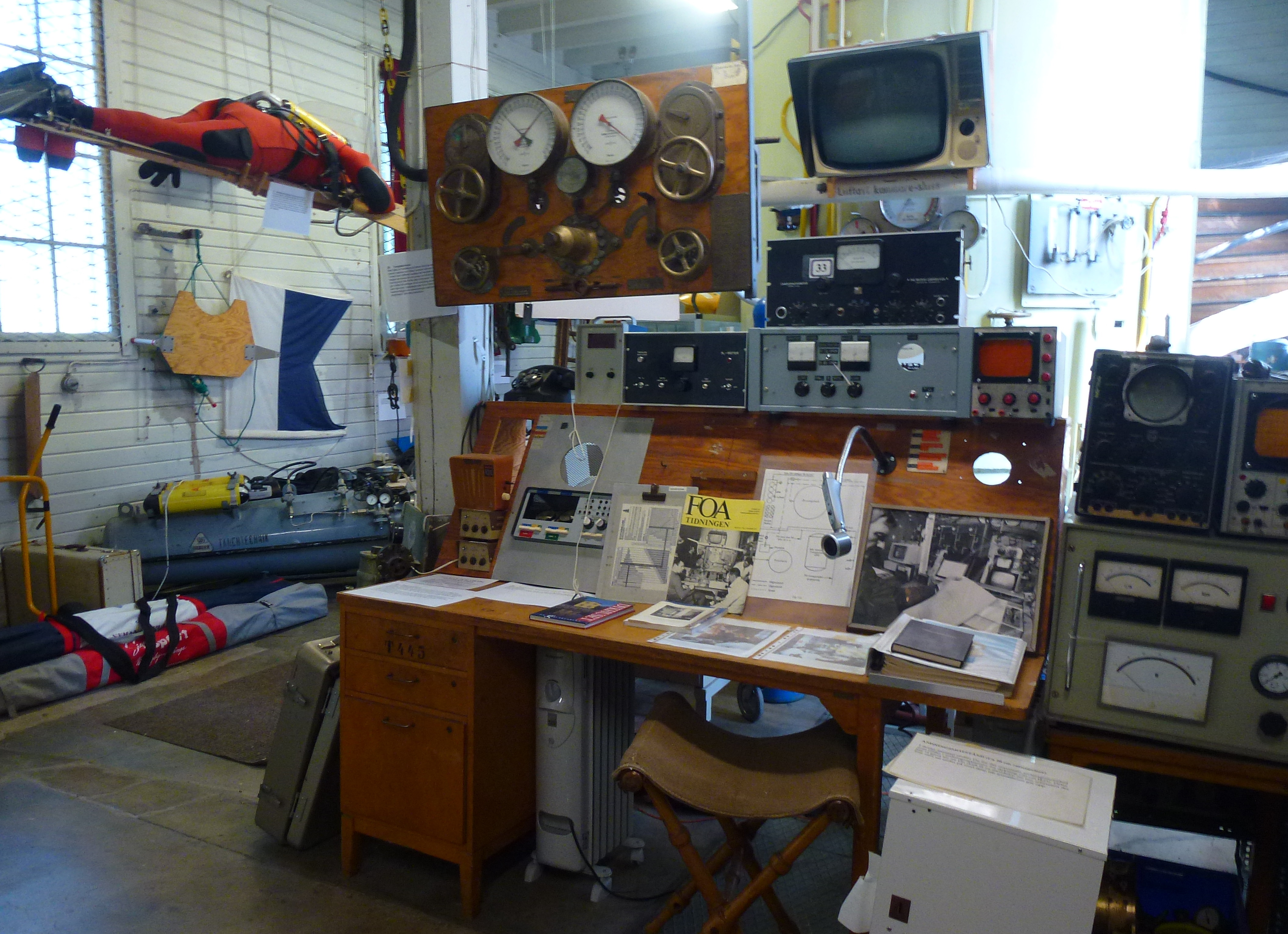
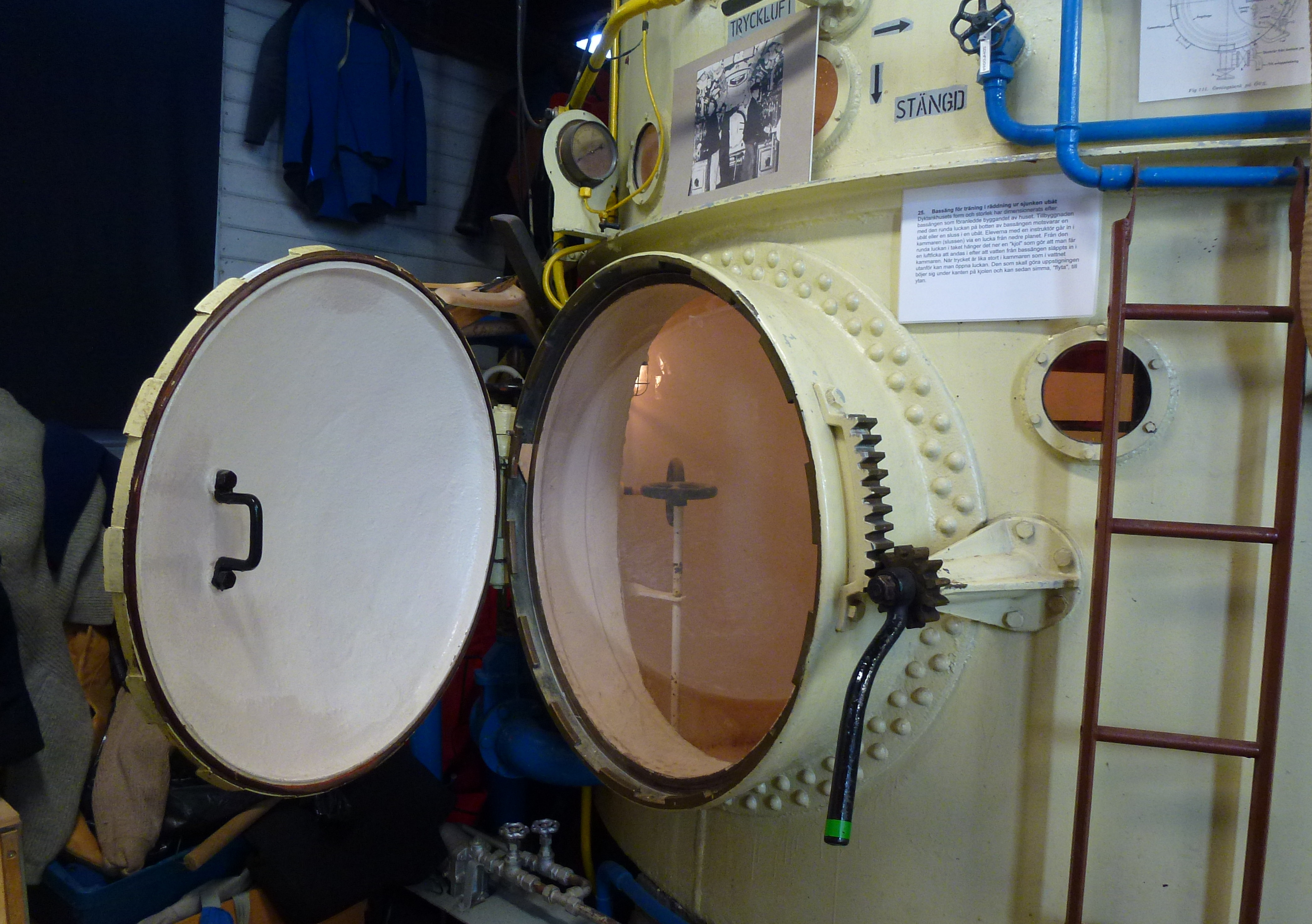
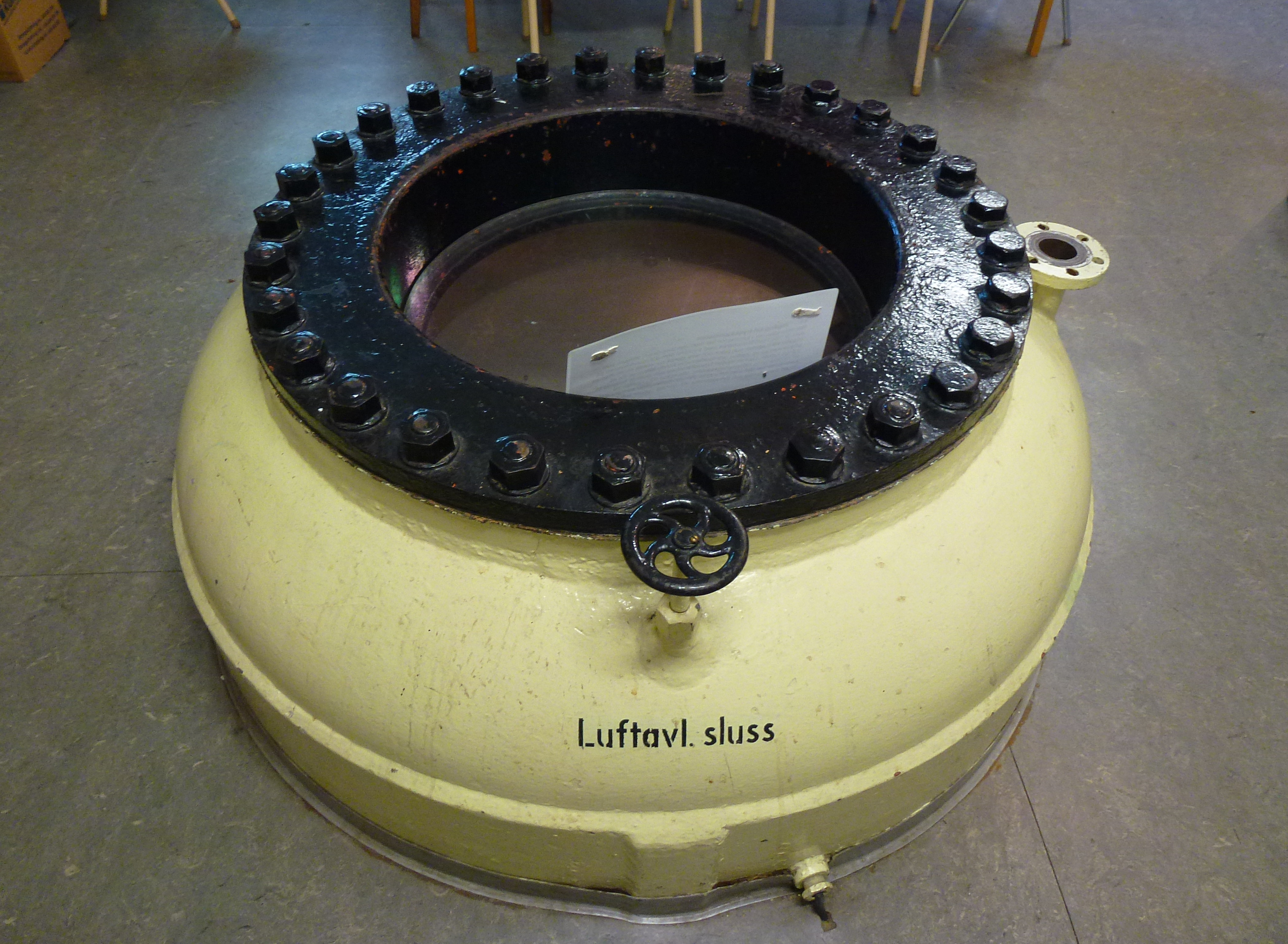
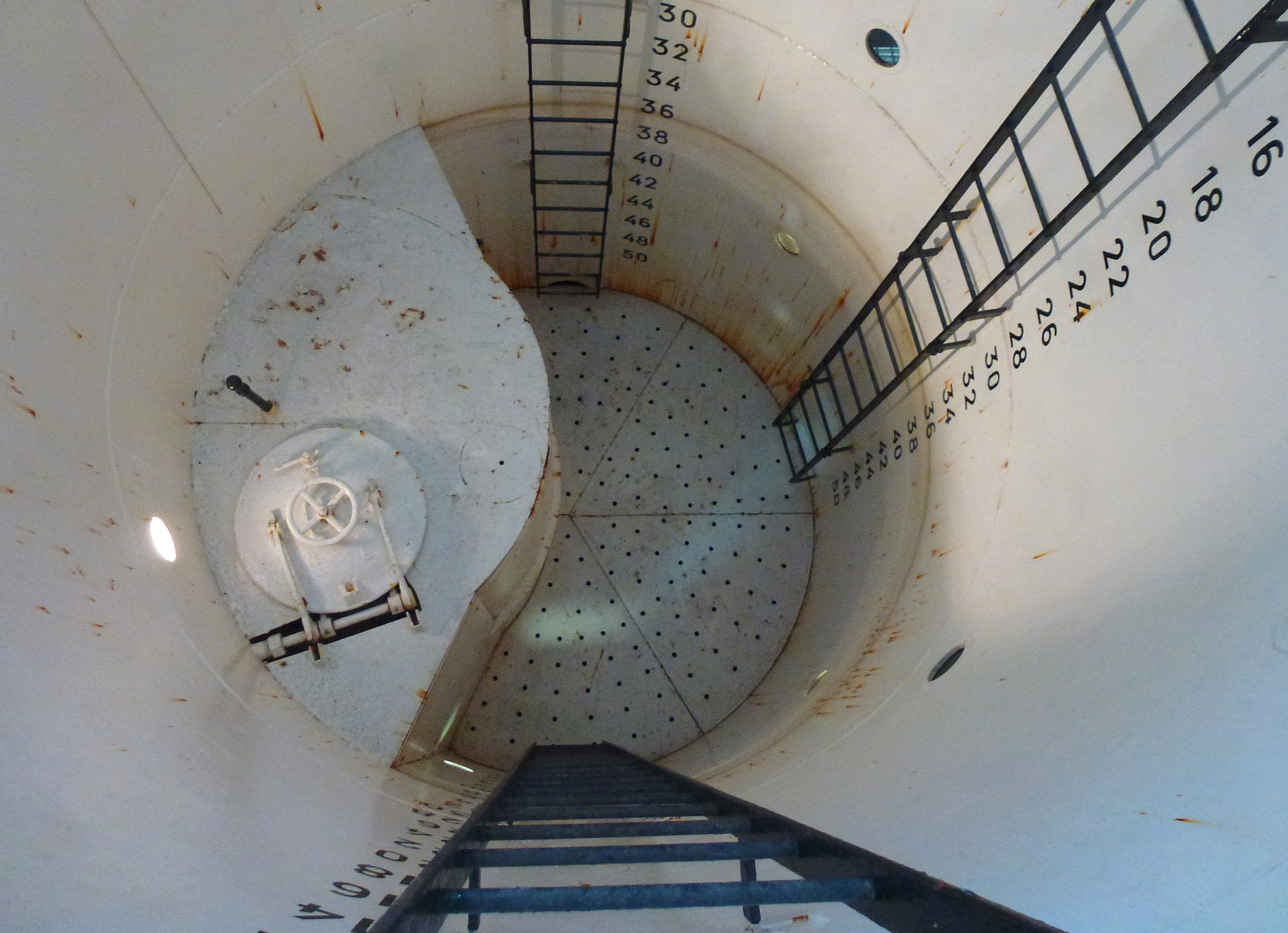